# Ellipteroides compactus
Ellipteroides compactus är en tvåvingeart som först beskrevs av Alexander 1941.  Ellipteroides compactus ingår i släktet Ellipteroides och familjen småharkrankar.
Artens utbredningsområde är Venezuela. Inga underarter finns listade i Catalogue of Life.